# Громадська думка (газета)
«Грома́дська ду́мка» — перша щоденна українська громадсько-політична і культурно-просвітницька газета, попередниця «Ради». Виходила в Києві з кінця 31 грудня 1905 (13 січня 1906) до 18 (31) серпня 1906 року, адміністративно закрита владою після жандармського обшуку.
Видавцями були Євген Чикаленко, Василь Симиренко і Володимир Леонтович. Редактори: Володимир Леонтович, Федір Матушевський, Борис Грінченко. В редакції газети працювали Сергій Єфремов, Марія Грінченко, В. Козловський, М. Левицький, М. Виноградов та ін.
Безпосереднім продовженням (після закриття «Громадської думки») стала газета «Рада».